# Dogs Under Stress
Dogs Under Stress je čtvrté sólové studiové album Maureen Tucker. Album vyšlo 19. července 1994 u Sky Records a produkovala jej Maureen Tucker. Na albu se podílel i její dřívější spoluhráč ze skupiny The Velvet Underground Sterling Morrison.

## Seznam skladeb
Všechny skladby napsala Maureen Tucker, pokud není uvedeno jinak.
| Pořadí | Název                           | Autor               | Délka |
| ------ | ------------------------------- | ------------------- | ----- |
| 1.     | Crackin' Up                     |                     | 4:52  |
| 2.     | Me, Myself and I                |                     | 2:37  |
| 3.     | I've Seen into Your Soul        |                     | 5:40  |
| 4.     | I Don't Understand              |                     | 2:39  |
| 5.     | Crazy Hannah's Ridin' the Train |                     | 3:45  |
| 6.     | Danny Boy                       | Frederick Weatherly | 5:28  |
| 7.     | Little Girl                     |                     | 2:54  |
| 8.     | Saturday Night                  |                     | 3:27  |
| 9.     | Train                           |                     | 6:15  |
| 10.    | Poor Little Fool                |                     | 4:51  |
| 11.    | I Wanna                         |                     | 2:55  |

## Sestava
- Maureen Tucker – basová kytara, perkuse, rytmická kytara, altsaxofon, zpěv
- Sterling Morrison – kytara, elektrický sitár, doprovodný zpěv
- John Sluggett – basová kytara, kytara, piáno, perkuse, housle, bicí, doprovodný zpěv, rumba koule
- Sonny Vincent – akustická kytara, rytmická kytara, doprovodný zpěv
- Victor DeLorenzo – perkuse, doprovodný zpěv
- Daniel Hutchens – akustická kytara, rytmická kytara, basová kytara, doprovodný zpěv
- Miriam Linna – bicí, doprovodný zpěv
- David Doris – altsaxofon, tenorsaxofon
- Kate Mikulka – altsaxofon, tenorsaxofon
- Don Fleming – kytara
- Phil Hadaway – basová kytara, kytara, akordeon, klávesy